# Микунис, Шмуэль
Шмуэль Микунис (Самуил Мику́нис; 10 августа 1903, Полонное — 20 мая 1982, Тель-Авив) — израильский левый политический деятель.

## Биография
Шмуэль (во время жизни в России Самуил Израилевич) Микунис родился в 1903 году в местечке Полонное Российской империи, ныне Украина. Окончил Политехнический институт во Франции по специальности инженерия. В 1921 году репатриировался в Подмандатную Палестину.
В 1933—1945 году работал инженером на корпорацию «Шелл». В 1938 вступил в Палестинскую коммунистическую партию, с 1941 член Центрального Комитета. С 1945 секретарь, генеральный секретарь ПКП. В 1948 избран генеральным секретарем ЦК КП Израиля («МАКИ»).
С 1949 избирался депутатом кнессета, в разное время был членом комиссии кнессета, законодательной комиссии, комиссии по экономике, комиссии по внутренним делам, комиссии по образованию и культуре и комиссии по труду.
После раскола КПИ в августе 1965 возглавил её «национальную» часть (в советской историографии получила название «раскольническая группировка Микуниса — Снэ»), которая быстро эволюционировала в сторону левого сионизма и поддержала действия правительства в Шестидневной войне 1967. В 1973—1975 КПИ Микуниса растворилась в составе партии «Мокед».
Умер 20 мая 1982 года. Его именем названа улица в Тель-Авиве.

## Публикации
- «В буре времен» — 1968 год